# Saison 1938-1939 des Canadiens de Montréal
Autres saisons
Saison précédente Saison suivante
La saison 1938-1939 de hockey sur glace est la 30e saison que jouent les Canadiens de Montréal. Ils évoluent alors dans la Ligue nationale de hockey et finissent à la 6e place au classement.

## Saison régulière

### Classement
|                        | PJ | V  | D  | N  | BP  | BC  | Pts |
| ---------------------- | -- | -- | -- | -- | --- | --- | --- |
| Bruins de Boston       | 48 | 36 | 10 | 2  | 156 | 76  | 74  |
| Rangers de New York    | 48 | 26 | 16 | 6  | 149 | 105 | 58  |
| Maple Leafs de Toronto | 48 | 19 | 20 | 9  | 114 | 107 | 47  |
| Americans de New York  | 48 | 17 | 21 | 10 | 119 | 157 | 44  |
| Red Wings de Détroit   | 48 | 18 | 24 | 6  | 107 | 128 | 42  |
| Canadiens de Montréal  | 48 | 15 | 24 | 9  | 115 | 146 | 39  |
| Blackhawks de Chicago  | 48 | 12 | 28 | 8  | 91  | 132 | 32  |

## Match après match

### Novembre
| No | Date        | Visiteur               | Score | Domicile               | Fiche | Pts |
| -- | ----------- | ---------------------- | ----- | ---------------------- | ----- | --- |
| 1  | 6 novembre  | Blackhawks de Chicago  | 3-2   | Les Canadiens          | 0-1-0 | 0   |
| 2  | 10 novembre | Maple Leafs de Toronto | 2-0   | Les Canadiens          | 0-2-0 | 0   |
| 3  | 12 novembre | Les Canadiens          | 1-4   | Maple Leafs de Toronto | 0-3-0 | 0   |
| 4  | 13 novembre | Les Canadiens          | 3-4   | Blackhawks de Chicago  | 0-4-0 | 0   |
| 5  | 17 novembre | Red Wings de Détroit   | 7-1   | Les Canadiens          | 0-5-0 | 0   |
| 6  | 20 novembre | Les Canadiens          | 1-2   | Rangers de New York    | 0-6-0 | 0   |
| 7  | 22 novembre | Les Canadiens          | 3-7   | Americans de New York  | 0-7-0 | 0   |
| 8  | 24 novembre | Americans de New York  | 2-2   | Les Canadiens          | 0-7-1 | 1   |
| 9  | 27 novembre | Les Canadiens          | 3-2   | Red Wings de Détroit   | 1-7-1 | 3   |

### Décembre
| No | Date         | Visiteur              | Score | Domicile               | Fiche  | Pts |
| -- | ------------ | --------------------- | ----- | ---------------------- | ------ | --- |
| 10 | 1er décembre | Bruins de Boston      | 0-2   | Les Canadiens          | 2-7-1  | 5   |
| 11 | 3 décembre   | Les Canadiens         | 3-1   | Maple Leafs de Toronto | 3-7-1  | 7   |
| 12 | 8 décembre   | Rangers de New York   | 6-5   | Les Canadiens          | 3-8-1  | 7   |
| 13 | 11 décembre  | Red Wings de Détroit  | 2-4   | Les Canadiens          | 4-8-1  | 9   |
| 14 | 13 décembre  | Les Canadiens         | 2-3   | Bruins de Boston       | 4-9-1  | 9   |
| 15 | 15 décembre  | Bruins de Boston      | 1-0   | Les Canadiens          | 4-10-1 | 9   |
| 16 | 18 décembre  | Les Canadiens         | 2-5   | Americans de New York  | 4-11-1 | 9   |
| 17 | 22 décembre  | Rangers de New York   | 5-2   | Les Canadiens          | 4-12-1 | 9   |
| 18 | 25 décembre  | Les Canadiens         | 1-4   | Red Wings de Détroit   | 4-13-1 | 9   |
| 19 | 27 décembre  | Blackhawks de Chicago | 4-1   | Les Canadiens          | 4-14-1 | 9   |

### Janvier
| No | Date        | Visiteur               | Score | Domicile               | Fiche  | Pts |
| -- | ----------- | ---------------------- | ----- | ---------------------- | ------ | --- |
| 20 | 1er janvier | Les Canadiens          | 4-3   | Blackhawks de Chicago  | 5-14-1 | 11  |
| 21 | 3 janvier   | Les Canadiens          | 2-2   | Maple Leafs de Toronto | 5-14-2 | 12  |
| 22 | 5 janvier   | Rangers de New York    | 2-2   | Les Canadiens          | 5-14-3 | 13  |
| 23 | 8 janvier   | Red Wings de Détroit   | 1-1   | Les Canadiens          | 5-14-4 | 14  |
| 24 | 10 janvier  | Les Canadiens          | 0-3   | Red Wings de Détroit   | 5-15-4 | 14  |
| 25 | 12 janvier  | Maple Leafs de Toronto | 9-4   | Les Canadiens          | 5-16-4 | 14  |
| 26 | 14 janvier  | Americans de New York  | 2-1   | Les Canadiens          | 5-16-5 | 15  |
| 27 | 15 janvier  | Les Canadiens          | 1-1   | Americans de New York  | 5-16-6 | 16  |
| 28 | 19 janvier  | Bruins de Boston       | 0-1   | Les Canadiens          | 6-16-6 | 18  |
| 29 | 22 janvier  | Les Canadiens          | 3-7   | Rangers de New York    | 6-17-6 | 18  |
| 30 | 24 janvier  | Les Canadiens          | 4-6   | Bruins de Boston       | 6-18-6 | 18  |
| 31 | 29 janvier  | Les Canadiens          | 1-0   | Blackhawks de Chicago  | 7-18-6 | 20  |

### Février
| No | Date       | Visiteur               | Score | Domicile               | Fiche   | Pts |
| -- | ---------- | ---------------------- | ----- | ---------------------- | ------- | --- |
| 32 | 2 février  | Blackhawks de Chicago  | 4-2   | Les Canadiens          | 7-19-6  | 20  |
| 33 | 9 février  | Americans de New York  | 2-5   | Les Canadiens          | 8-19-6  | 22  |
| 34 | 11 février | Les Canadiens          | 3-3   | Maple Leafs de Toronto | 8-19-6  | 23  |
| 35 | 12 février | Maple Leafs de Toronto | 4-3   | Les Canadiens          | 8-20-7  | 23  |
| 36 | 16 février | Bruins de Boston       | 5-1   | Les Canadiens          | 8-21-7  | 23  |
| 37 | 18 février | Americans de New York  | 2-7   | Les Canadiens          | 9-21-7  | 25  |
| 38 | 19 février | Les Canadiens          | 5-4   | Americans de New York  | 10-21-7 | 27  |
| 39 | 25 février | Rangers de New York    | 1-1   | Les Canadiens          | 10-21-8 | 28  |
| 40 | 26 février | Les Canadiens          | 3-0   | Rangers de New York    | 11-21-8 | 30  |
| 41 | 28 février | Les Canadiens          | 2-6   | Bruins de Boston       | 11-22-8 | 30  |

### Mars
| No | Date    | Visiteur               | Score | Domicile              | Fiche   | Pts |
| -- | ------- | ---------------------- | ----- | --------------------- | ------- | --- |
| 42 | 2 mars  | Maple Leafs de Toronto | 1-3   | Les Canadiens         | 12-22-8 | 32  |
| 43 | 5 mars  | Les Canadiens          | 2-1   | Blackhawks de Chicago | 13-22-8 | 34  |
| 44 | 7 mars  | Les Canadiens          | 2-2   | Rangers de New York   | 13-22-9 | 35  |
| 45 | 9 mars  | Red Wings de Détroit   | 2-3   | Les Canadiens         | 14-22-9 | 37  |
| 46 | 12 mars | Les Canadiens          | 1-2   | Red Wings de Détroit  | 14-23-9 | 37  |
| 47 | 16 mars | Blackhawks de Chicago  | 1-5   | Les Canadiens         | 15-23-9 | 39  |
| 48 | 19 mars | Les Canadiens          | 5-7   | Bruins de Boston      | 15-24-9 | 39  |